# تذكر الجبابرة
تذكر الجبابرة (بالإنجليزية: Remember the Titans)‏ هو فيلم دراما رياضي أمريكي صدر سنة 2000، من إنتاج جيري بروكهايمر وإخراج بواز ياكين. السيناريو من تأليف غريغوري آلن هوارد. الفيلم مستوحىً من القصة الحقيقية للمدرب الأمريكي الأسود هيرمان بوني الذي يجسّد دوره الممثل دنزل واشنطن، حيث يحاول تدريب فريق كرة قدمٍ أمريكيّةٍ مُقسمٍ عرقياً في ثانوية توماس تشامبليس وليامز في الإسكندرية، فيرجينيا خلال أوائل السبعينات. الفيلم يسلط الضوء على مواضيعٍ كالعنصرية والتمييز والرياضية.
عُرض الفيلم لأول مرّة في المسارح الوطنيّة في الولايات المتحدة في 29 سبتمبر 2000، وحقق إيراداتٍ بلغت 155.654.751 دولار في إيصالات التذاكر المحليّة.

## القصة
تدور أحداث الفيلم حول مدربٍ كرة قدمٍ أمريكيّةٍ لإحدى المدارس الثانوية في الولايات المتحدة، والتي تضم طلابً من العرقين الأبيض والأسود لكن الكراهية تسيطر على الطرفان بسبب مشاكل العنصرية التي لم تنتهِ حتى ذلك العام (1971) بالرغم من انقضاء أعوامٍ طويلةٍ على إعلان المساواة والعدل، يبدأ المدرب هرمان بون (دنزل واشنطن) مرحلة بناء الفريق من خلال الدمج بين لاعبين من كلا العرقين مما يضعه في مشاكل جمّةٍ، وصعوبةً في محاولته خلق انسجامٍ بينهم مع العدم، خاصةً مع رفض أغلب سكان المنطقة لما يقوم به ليسير عكس التيار، حتى يصل أخيراً لطموحه بأن يبني فريقاً بعيداً جدّاً عن العنصرية، وينهي مع فريقه المسمى «الجبابرة» العنصرية في تلك المدينة التي سيطرت عليها العنصرية لسنواتٍ طويلة.

## طاقم التمثيل
- دنزل واشنطن بدور المدرب هيرمان بون.
- ويل باتون بدور المدرب بيل يوست، مدربٌ مساعدٌ.
- وود هاريس بدور الظهير جولياس كامبل.
- رايان هيرست بدور مدافع النهاية جيري بيرتير.
- دونالد فيزن بدور بيتي جونز.
- إيثان سوبلي بدور لوي لاستيك.
- كيب باردو بدور روني باس.
- رايان غوسلينغ بدور آلان بوسلي.
- هايدن بانتير بدور شيرلي يوست، ابنة ويل باتون.
- كايت بوسورث بدور إيما هويت.

## الإنتاج

### التصوير
صُوّر الفيلم في عدّة أماكن منها أتلانتا، جورجيا.

### الموسيقى التصويرية
جميع الأغاني من تأليف فيريوس آرتيستز. 
| 1.            | "Ain't No Mountain High Enough"      | 2:29  |       |       |       |       |       |       |       |       |       |
| 2.            | "Spirit in the Sky"                  | 4:02  |       |       |       |       |       |       |       |       |       |
| 3.            | "Peace Train"                        | 4:08  |       |       |       |       |       |       |       |       |       |
| 4.            | "Na Na Hey Hey Kiss Him Goodbye"     | 4:05  |       |       |       |       |       |       |       |       |       |
| 5.            | "Long Cool Woman (In a Black Dress)" | 3:17  |       |       |       |       |       |       |       |       |       |
| 6.            | "I Want to Take You Higher"          | 2:44  |       |       |       |       |       |       |       |       |       |
| 7.            | "Up Around the Bend"                 | 2:42  |       |       |       |       |       |       |       |       |       |
| 8.            | "Spill the Wine"                     | 4:05  |       |       |       |       |       |       |       |       |       |
| 9.            | "A Hard Rain's A Gonna Fall"         | 5:10  |       |       |       |       |       |       |       |       |       |
| 10.           | "Act Naturally"                      | 2:21  |       |       |       |       |       |       |       |       |       |
| 11.           | "Express Yourself"                   | 3:53  |       |       |       |       |       |       |       |       |       |
| 12.           | "Titan's Spirit"                     | 7:25  |       |       |       |       |       |       |       |       |       |
| المدة الكلية: | المدة الكلية:                        | 46:21 | 46:21 | 46:21 | 46:21 | 46:21 | 46:21 | 46:21 | 46:21 | 46:21 | 46:21 |

## الإصدار

### العرض الرسمي
عرض الفيلم في صالات السينما بالولايات المتحدة وقدرت عائداته بمبلغ 26,654,715 مليون دولار في الأسبوع الأول وحافظ على مركزه في أعلى خمسة أفلام لمدة 6 أسابيع.

### الاستقبال النقدي
الفيلم حاصلٌ على نسبة 73% على موقع الطماطم الفاسدة بناءً 132 مراجعة. وعلى ميتاكريتيك فقد حصل على متوسط تقييم 48% بناءً على 32 مراجعة.

### الجوائز والترشيحات
ترشح الفيلم لعدد من الجوائز خلال عام 2000 و2001 وفاز في بعض منها.
| الجائزة                                          | الفئة                                            | المرشح                     | النتيجة |
| ------------------------------------------------ | ------------------------------------------------ | -------------------------- | ------- |
| جوائز الملاك 2001                                | الملاك الفضي                                     | ————                       | رُشِّح     |
| جوائز بي إي تي 2001                              | أفضل ممثل                                        | دنزل واشنطن                | فوز     |
| جوائز بي ام آي للأفلام والتلفزيون 2001           | جائزة موسيقى الفيلم                              | تريفور رابين               | فوز     |
| جوائز البكرة السوداء 2001                        | أفضل ممثل                                        | دنزل واشنطن                | فوز     |
| جوائز البكرة السوداء 2001                        | أفضل سيناريو                                     | غريغوري الن هاورد          | فوز     |
| جوائز البكرة السوداء 2001                        | أفضل فيلم                                        | جيري بروكهايمر، تشاد اومان | رُشِّح     |
| جوائز الترفيه الرائج 2001                        | الممثل المفضل - دراما                            | دنزل واشنطن                | رُشِّح     |
| جوائز الترفيه الرائج 2001                        | الممثل المساعد المفضل - دراما                    | وود هاريس                  | رُشِّح     |
| جائزة جمعية اختيار الممثلين الأمريكية 2001       | أفضل الممثلون لفيلم روائي طويل - دراما           | رونا كريس                  | رُشِّح     |
| جائزة الجمعية الوطنية لتحسين أوضاع الملونين 2001 | ممثل متميز في السينما                            | دنزل واشنطن                | فوز     |
| جائزة الجمعية الوطنية لتحسين أوضاع الملونين 2001 | جائزة التميز السينمائي                           | ————                       | فوز     |
| جائزة الجمعية الوطنية لتحسين أوضاع الملونين 2001 | تميز الممثل المساعد في السينما                   | وود هاريس                  | رُشِّح     |
| جائزة الجمعية الوطنية لتحسين أوضاع الملونين 2001 | تميز الممثلة المساعدة في السينما                 | نيكولا اري باركر           | رُشِّح     |
| جائزة الجمعية الوطنية لتحسين أوضاع الملونين 2001 | جائزة التميز للشباب ممثل / ممثلة                 | كريستن لايت جونز           | رُشِّح     |
| جوائز جمعية لاس فيغاس للنقاد السينما 2000        | أفضل ممثل قادم                                   | كيب بارديي                 | رُشِّح     |
| جوائز جمعية لاس فيغاس للنقاد السينما 2000        | الشباب في السينما                                | هايدن بانتير               | رُشِّح     |
| جوائز منتجي الأصوات السينمائية 2001              | أفضل مونتاج صوتي - الحوار وADR                   | ————                       | رُشِّح     |
| جوائز منتجي الأصوات السينمائية 2001              | أفضل مونتاج صوتي - موسيقى                        | ويل كابلن                  | رُشِّح     |
| جوائز جمعية فينيكس للنقاد السينما 2000           | أفضل أداء من قبل الشباب في قيادة أو دعم دور      | هايدن بانتير               | رُشِّح     |
| جوائز جمعية الأفلام السياسية 2001                | حقوق الإنسان                                     | ————                       | فوز     |
| جوائز جمعية الأفلام السياسية 2001                | الكشف                                            | ————                       | رُشِّح     |
| جوائز القمر الصناعي الذهبي 2000                  | أفضل أداء لممثل في الدراما السينمائية            | دنزل واشنطن                | رُشِّح     |
| جائزة اختيار المراهقين 2001                      | الفيلم - اختيار دراما / أكشن مغامرة              | ————                       | رُشِّح     |
| جوائز الفنان الشاب الـ 22                        | أفضل أداء في فيلم روائي طويل - ممثلة مساعدة شابة | هايدن بانتير               | فوز     |
| جوائز الفنان الشاب الـ 22                        | أفضل فيلم روائي عائلي - دراما                    | ————                       | رُشِّح     |

## وصلات خارجية
- الموقع الرسمي.
- تذكر الجبابرة على موقع IMDb (الإنجليزية)
- تذكر الجبابرة على موقع ميتاكريتيك (الإنجليزية)
- تذكر الجبابرة على موقع روتن توميتوز (الإنجليزية)
- تذكر الجبابرة على موقع نتفليكس (الإنجليزية)
- تذكر الجبابرة على موقع قاعدة بيانات الأفلام العربية
- تذكر الجبابرة على موقع ألو سيني (الفرنسية)
- تذكر الجبابرة على موقع Turner Classic Movies (الإنجليزية)
- تذكر الجبابرة على موقع أول موفي (الإنجليزية)
- تذكر الجبابرة على موقع بوكس أوفيس موجو (الإنجليزية)
- تذكر الجبابرة على موقع فيلمافينيتي (الإسبانية)